# Basse-Ham
Basse-Ham är en kommun i departementet Moselle i regionen Grand Est (tidigare regionen Lorraine) i nordöstra Frankrike. Kommunen ligger i kantonen Metzervisse som tillhör arrondissementet Thionville-Est. År 2022 hade Basse-Ham 2 318 invånare.

## Befolkningsutveckling
Antalet invånare i kommunen Basse-Ham
| Referens: INSEE |